# Kim Lũ
Kim Lũ là một xã thuộc huyện Sóc Sơn, thành phố Hà Nội, Việt Nam.

## Địa lý
Xã Kim Lũ nằm ở phía đông nam huyện Sóc Sơn, có địa giới hành chính:
- Phía đông giáp tỉnh Bắc Ninh
- Phía tây giáp xã Đông Xuân
- Phía nam giáp huyện Đông Anh và xã Xuân Thu
- Phía bắc giáp xã Đức Hòa.

## Lịch sử
Xã Kim Lũ vốn hình thành từ một làng cổ thời Bắc thuộc (nhà Đông Hán), gọi nôm là Cờ Lủ hay Lủ, tên chữ Hán gọi là Kim Lũ, tên này tồn tại cho đến nay. Tương truyền, dân làng Cờ Lủ nổi tiếng với nghề thợ ngoã. Khoảng thế kỷ 2, nghề thợ ngoã đã xuất hiện và phát triển ở làng Cờ Lủ. Làng là nơi cung cấp các hiệp thợ cho các triều đại phong kiến xây dựng kinh đô.

## Hành chính
Hiện nay, xã Kim Lũ có 4 thôn: Xuân Dương, Kim Thượng (Lủ Thượng), Kim Trung (Lủ Trung), Kim Hạ (Lủ Hạ). Trong đó, Xuân Dương là thôn đông dân nhất. Trung tâm hành chính xã đặt tại thôn Kim Thượng